# المصرف التجاري العراقي
 المصرف التجاري العراقي  مصرف عراقي خاص أُسس عام 1992،  يبلغ رأس المال للمصرف 250 مليار دينار.